# Мавзолей Кошкар-Ата (Шымкент)
Мавзолей Кошкар-Ата в Шымкенте — монументальное сооружение в Шымкенте (Казахстан). Возведён в честь легендарного казахского суфия Кошкар-аты, почитаемого святым.

## Описание
Согласно одной из легенд, Кошкар-ата умер и был похоронен в средневековом Чимкенте у истока реки, известной сейчас под названием Кошкарата. Впоследствии на берегу реки был воздвигнут мавзолей. Место стало предметом паломничества множества людей. Считалось, что молитвы, вознесённые возле захоронения святого, способы принести чудесное исцеление больным.
Первоначально мавзолей располагался в районе современного железнодорожного вокзала. Здание было украшено двумя декоративными башенками, напоминающими по форме минареты.
В 1960-е годы началась активная застройка привокзальной территории многоэтажными домами. В связи с этим мавзолей был разобран и в 1970-е годы воссоздан на новом месте. Однако паломничество к мавзолею после этого не прекратилось.